# Fabrice de Nola
Fabrice de Nola (Messine, 1964) est un artiste peintre et photographe italo-belge, qui a introduit le recours aux codes QR peints à l'huile, et réalisé en 2006 les premières toiles contenant des textes et des connexions web lisibles à travers le téléphone mobile,.

## Biographie
De mère italienne et de père belge, Fabrice de Nola a vécu à Messine jusqu'en 1981. Il a fréquenté l'Académie des Beaux-Arts de Palerme pour la quitter au bout d'un an et se dédier à la photographie. À la fin des années 1980 il part pour Milan, puis à Malines, la ville natale de son père.
Dans la première moitié des années 1990 il travaille comme peintre de décors scéniques à Genève, au Caire et à Rome. Ces années-là il se sert de la photocopie et de la photographie comme instruments de support du projet de la peinture. Vers 1995 l'utilisation du numérique deviendra essentiel pour projeter et préproduire son travail pictural.
En 1996 il expose à la Galerie Il Ponte de Rome, à laquelle il reste lié jusqu'en 2000.

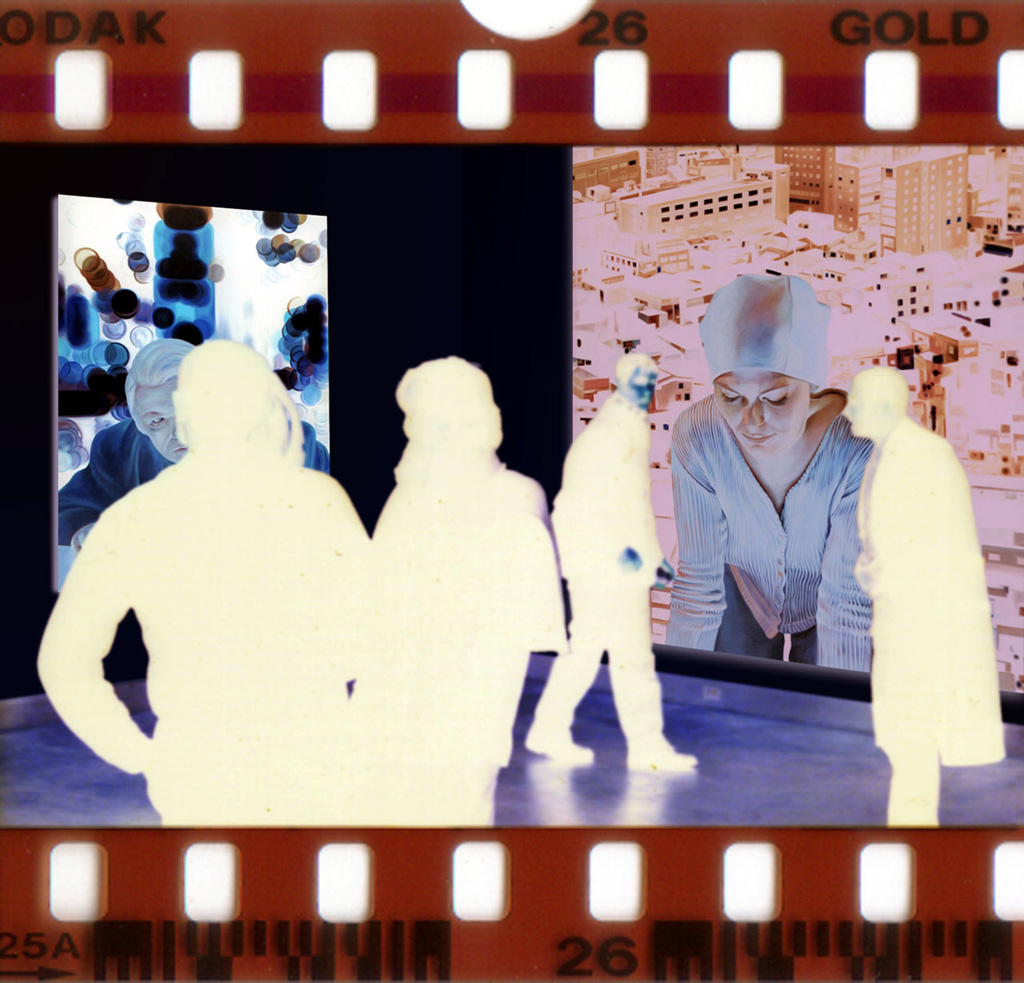
Inverse, vue de l'installation, New York, 1997. Film négatif 35 mm.

En 1997 Fabio Sargentini l'invite à l'exposition Palerme, organisée par Demetrio Paparoni, qui passe en revue les jeunes artistes italiens sous le signe Giro d’Italia dell’Arte (« Tour d'Italie de l'Art ») à la Galerie L'Attico de Rome. La même année il participe à Roma, Four Young Painters, une exposition de quatre artistes romains à la Generous Miracles Gallery de New York, dont Fabio Sargentini est le commissarie de l’exposition.
En 1999, durant la 44e Biennale de Venise, il expose à la Fondation Bevilacqua La Masa dans l'exposition Autoritratti italiani (« Autoportraits italiens »). Ces journées-là on placarde à Venise des affiches reproduisant les œuvres exposées. De Nola a réalisé un autoportrait peint sur le modèle de photographies, TDM e radiographies ; sur le tableau on voit la moitié du visage, sur l'autre moitié de la toile on voit l'intérieur de la tête, avec le crâne, les muscles, le bulbe oculaire et le cerveau.
En 2000 il participe à deux expositions collectives à Rome: Lungo il muro del Gasometro à la Galerie du Théâtre India et Giganti au Forum de Nerva. la même année il participe à Sui generis, une exposition au PAC de Milan.
En 2001 il réalise une œuvre concernant le chantier de l'Auditorium de Rome. Cette peinture a été commandée par la Surintendance aux Biens Culturels, pour la collection permanente du MACRO. La même année il participe aux expositions Le Muse inquietanti au Musée Pascali de Bari et à Dalla Mini al mini au Palazzo delle Esposizioni de Rome.
En 2003 il expose le projet Neural Pro dans son exposition personnelle au Palais Isnello de Palerme, dans le cadre des manifestations sous le signe de Il Genio di Palermo (Le Génie de Palerme). À Rome il expose la série Oceano Aria au Théâtre Umberto et deux grandes toiles appartenant à la Collection Cerasi au Cloître du Bramante. Le Ministère italien des Affaires Étrangères l'invite à l'exposition Futuro italieno au Parlement européen de Bruxelles.

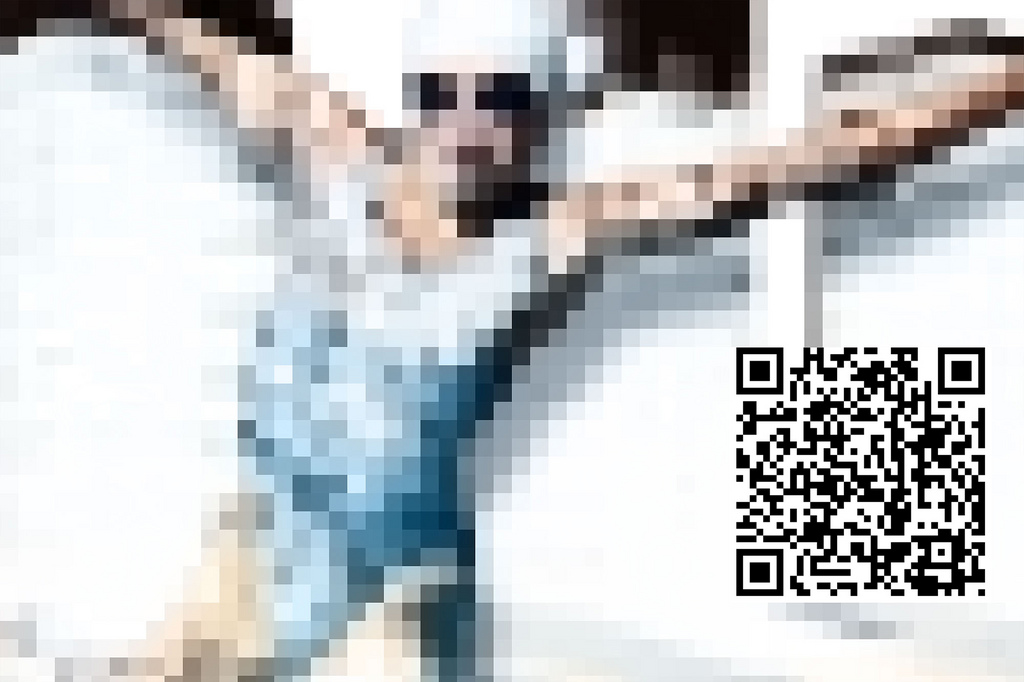
La peinture en plein info, acrylique et huile sur toile, 2006.

En 2006, il a réalisé les premières toiles à l'huile faisant recours aux codes QR peints.
En 2007 le Ministère des Affaires Étrangères italien lui commande deux œuvres pour la Collection Farnesina Experimenta,.
En 2008 il participe au VII FotoGrafia Festival de Rome avec l'exposition personnelle Skip life. La même année il est invité à la XVe Quadriennale de Rome,.

## Projets et œuvres
En 1997, inspiré par Andreï Roublev, il peint un tableau en négatif, qu'il photographie ensuite pour en constater l'effet positif sur le film négatif. L'année suivante il expose une partie du projet Inverses à la Galerie Il Ponte de Rome. Les œuvres sont des diptyques composés d'une peinture à l'huile en négatif et de sa reproduction photographique en positif. En 2007 le Musée-Laboratoire de l'Université de Rome expose la première grande peinture du cycle Inverses,.
À partir de 2003 l'artiste est engagé dans le projet Neutral Pro, qui simule l'existence d'une multinationale informatique et biotechnologique, dont les produits s'insèrent dans le corps humain en créant une interface homme-machine sans dispositifs externes au corps.
C'est sur ce sujet qu'il a tenu deux conférences en 2008: Perspectives d'évolution du web, au Palazzo delle Esposizioni au cours de la XVe Quadriennale, et Symbiose esprit-machine,, à la Faculté de Sociologie de l'Université La Sapienza de Rome.

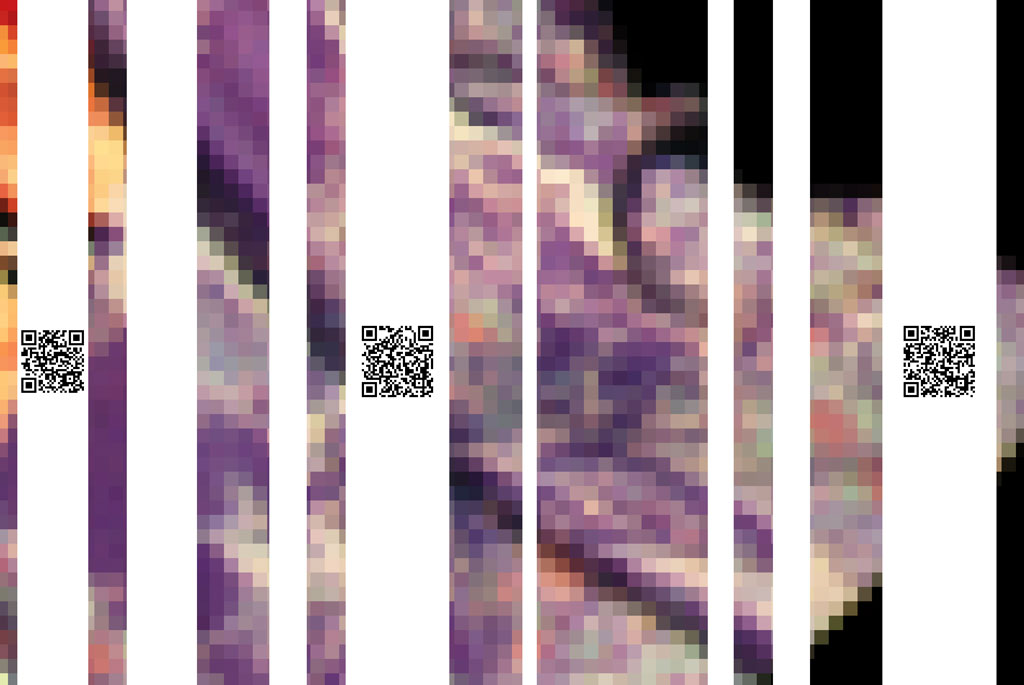
Still (Mirror Edit), détail avec code QR.

En 2006 Fabrice de Nola fait démarrer le projet Active, pour faire communiquer les œuvres peintes avec les téléphones mobiles et les ordinateurs. Ce projet baigne dans l'esprit de l'internet des objets et se sert des codes QR peints ; ces codes contiennent des textes ou des liens internet lisibles au moyen des téléphones mobiles.